# Disociativní porucha
Disociativní porucha patří mezi psychická onemocnění. Disociativní poruchy jsou nazývány disociativní, neboť téměř vždy se v jejich případě jedná o disociaci od pacientovy osobnosti nebo jeho minulosti, případně o její úplné odvržení. Disociativní onemocnění přicházejí v mnoha formách, z nichž nejznámější je zřejmě mnohočetná porucha osobnosti. Samotný proces disociace je v moderní psychiatrii chápán jako obranný mechanismus jedince. Pacienti se disociují většinou od intenzivních negativních zážitků, často až traumatických, které takto ze svého vědomí vytlačují do podvědomí.

## Disociace
Disociace je mentální proces, který vytváří pocit „odpojení“ od pacientových myšlenek, vzpomínek, emocí, činností a uvědomění si vlastního já. Během období, kdy je postižený disociován, nejsou některé informace v pacientově mysli asociovány s jinými informacemi, jako by tomu bylo za normálních okolností. Například při traumatické události se může pacient podvědomě disociovat od okolností události, což vyústí v mezeru v jeho vzpomínkách a vytvoří efektivní obranný mechanismus proti negativnímu prožitku.

## Typy disociativních poruch
Nejčastěji se mezi disociativní řadí následující poruchy:
- Disociativní amnézie
- Disociativní fuga
- Disociativní stupor
- Disociativní porucha identity
- Disociativní poruchy motoriky
- Disociativní křeče
- Depersonalizační a derealizační syndrom

### Disociativní amnézie
Zřejmě nejhojněji se vyskytující disociativní porucha. Pacient trpí ztrátou paměti různého charakteru a rozsahu. Rozlišuje se mezi amnézií retrográdní (směřující zpět, postupující zpět, zpravidla opačným směrem, než je obvyklé) a anterográdní (směřující vpřed).
Postižený trpící retrográdní amnézií si není schopen vybavit určité události předcházející nehodě nebo přímo související s nehodou či traumatizující událostí, která ztrátu paměti způsobila. Ve výjimečných případech může dojít i k tzv. totální amnézii, kdy si pacient nedokáže vybavit nic ze svých předchozích vzpomínek.
Anterogradní amnézie je taková, kdy je od určité chvíle (většinou opět traumatická událost) narušena pacientova krátkodobá paměť. Postižený má problém zapamatovávat si veškeré vjemy a informace.

### Disociativní fuga
Je velmi vzácné onemocnění, valná většina psychiatrů se za celou svou praxi s případem disociativní fugy vůbec nesetká. Pacienti postižení fugou se vydávají na dlouhé cesty z domova, obvykle bezprostředně po prožití traumatu, a bezcílně cestují po okolí. Člověk trpící fugou, ačkoliv se svému okolí může zdát zcela v pořádku, si své jednání neuvědomuje a často se stává, že po skončení fugy si z cesty nic nepamatuje a nezřídka bývá také zmaten ohledně toho, kým vlastně je. V některých případech jsou jistí jedinci schopni ujít stovky nebo tisíce kilometrů a na takto vzdáleném místě od domova se usadit a přijmout zcela novou identitu.[zdroj?]

### Disociativní stupor
Je druh disociativní poruchy, kdy člověk trpící tímto onemocněním se náhle přestane hýbat, není schopen vykonávat jakýkoliv pohyb včetně řeči.

### Trans a stavy posedlosti
Trans – zřetelně narušená kvalita vědomí, kdy člověk vnímá jen některé podněty z okolí či vůbec žádné, má pocit změny vlastní identity. Stav transu je mimovolní, nechtěný a nepatří mezi extatická vytržení související s náboženstvím či rituálem.
Posedlost – pocit člověka, že do něho vstoupil cizí duch, zvláštní síla či bůh.

### Disociativní porucha motoriky
Porucha, při níž člověk náhle není schopen hýbat některou svalovou skupinou, např. rukou. Stav může budit zdání somatického onemocnění, např. cévní mozkové příhody.

### Disociativní křeče
Při tomto onemocnění člověk vykonává pohyby, které připomínají epileptický záchvat, ale nedochází k jeho dalším projevům, tzn. nedojde k pomočení, pokálení, pokousání; pokud dojde k pádu, není takový, aby došlo k nějakému významnějšímu zranění.